# Алік Цубанос
Алік Цубанос (англ. Aleke Tsoubanos; нар. 27 квітня 1982) — колишня американська тенісистка.
Найвищу одиночну позицію світового рейтингу — 431 місце досягла 8 травня, 2006, парну — 126 місце — 23 квітня, 2007 року.
Здобула 4 парні титули.

## Фінали ITF
| Легенда         |
| --------------- |
| Турніри $75,000 |
| Турніри $50,000 |
| Турніри $25,000 |
| Турніри $10,000 |

### Парний розряд: 12 (4–8)
| Результат | Ранг | Дата              | Турнір                    | Покриття   | Партнерка       | Суперниці                       | Рахунок             |
| --------- | ---- | ----------------- | ------------------------- | ---------- | --------------- | ------------------------------- | ------------------- |
| Перемога  | 1.   | 25 липня 2004     | ITF Евансвілл, США        | Тверде     | Келлі Шмандт    | Ваня Кінг Гейді Ель Табах       | 6–4, 6–4            |
| Перемога  | 2.   | 19 вересня 2004   | ITF Матаморос, Мексика    | Тверде     | Лорен Фішер     | Тамара Енсіна Елісон Оджеда     | 6–3, 6–7(7), 7–6(5) |
| Поразка   | 1.   | 3 жовтня 2004     | ITF Пелам, США            | Ґрунт      | Сара Ріск       | Наталія Демиденко Ліга Декмеєре | 3–6, 1–6            |
| Поразка   | 2.   | 28 травня 2005    | ITF Х'юстон, США          | Тверде     | Ракел Атаво     | Анда Перяну Кейсі Смеші         | 6–4, 2–6, 4–6       |
| Поразка   | 3.   | 5 червня 2005     | ITF Гілтон-Гед, США       | Тверде     | Енслі Карґілл   | Шадіша Робінсон Робін Стівенсон | 3–6, 5–7            |
| Перемога  | 3.   | 15 січня 2006     | ITF Тампа, США            | Тверде     | Шанелль Схеперс | Чжань Цзіньвей Hsu Wen-hsin     | 3–6, 7–6(4), 6–3    |
| Поразка   | 4.   | 19 лютого 2006    | ITF Сагне, Канада         | Тверде (i) | Ракел Атаво     | Альберта Бріанті Джулія Казоні  | 6–4, 7–6(4)         |
| Поразка   | 5.   | 24 вересня 2006   | ITF Альбукерке, США       | Тверде     | Крістіна Фусано | Мілагрос Секера Джулія Дітті    | 1–6, 4–6            |
| Поразка   | 6.   | 15 жовтня 2006    | ITF Сан-Франциско, США    | Тверде     | Крістіна Фусано | Лора Гренвілл Карлі Галліксон   | 3–6, 1–6            |
| Поразка   | 7.   | 19 листопада 2006 | ITF Лоренсвілл, США       | Тверде     | Крістіна Фусано | Ліенн Бейкер Джулія Дітті       | 6–7(5), 4–6         |
| Поразка   | 8.   | 3 грудня 2006     | ITF Сан-Дієго, США        | Тверде     | Крістіна Фусано | Івана Абрамович Гана Шромова    | 4–6, 3–6            |
| Перемога  | 4.   | 19 травня 2007    | ITF Палм-Біч-Гарденс, США | Ґрунт      | Монік Адамчак   | Естефанія Красіун Бетіна Хосамі | 7–5, 2–6, 6–3       |